# Léonard Honoré Gay de Vernon
Pour les articles homonymes, voir Gay et Vernon.
Léonard Honoré Gay de Vernon dit « Gay-Vernon », né le 6 décembre 1748 à Saint-Léonard-de-Noblat (Haute-Vienne) et mort le 22 octobre 1822 à Moissannes (Haute-Vienne), est un ecclésiastique et homme politique de la Révolution française.

## Biographie
Fils de Charles Gay de Vernon,écuyer, son frère Simon François Gay de Vernon est général et professeur à l'École polytechnique.

### Mandat à la Législative
La France devient une monarchie constitutionnelle en application de la constitution du 3 septembre 1791. Le même mois, Léonard Gay-Vernon est élu député du département de la Haute-Vienne, le deuxième sur sept, à l'Assemblée nationale législative. 
Il siège sur les bancs de la gauche de l'Assemblée. En février 1792, il vote en faveur de la mise en accusation de Bertrand de Molleville, le ministre de la Marine. En avril, il vote pour que les soldats du régiment de Châteauvieux qui s'étaient mutinés lors de l'affaire de Nancy soient admis aux honneurs de la séance. En août, il vote en faveur de la mise en accusation du marquis de La Fayette. 

### Mandat à la Convention
La monarchie prend fin à l'issue de la journée du 10 août 1792 : les bataillons de fédérés bretons et marseillais et les insurgés des faubourgs de Paris prennent le palais des Tuileries. Louis XVI est suspendu et incarcéré, avec sa famille, à la tour du Temple. 
En septembre 1792, Léonard Gay-Vernon est réélu député de la Haute-Vienne, le quatrième sur sept, à la Convention nationale.
Gay-Vernon siège sur les bancs de la Montagne. Lors du procès de Louis XVI, il vote la mort et rejette l'appel au peuple et le sursis à l'exécution de la peine. En avril 1793, il vote contre la mise en accusation de Jean-Paul Marat. En mai, il vote contre le rétablissement de la Commission des Douze.
Le 21 août 1793, Gay-Vernon signale une lettre rédigée par Benoît Lesterpt-Beauvais (député de la Haute-Vienne) dans laquelle il dénonce les journées du 31 mai et du 2 juin aux autorités du département. La lettre de dénonciation est signée par quatre député hauts-viennois, Gabriel Faye, Jean-Michel Lacroix, François Rivaud et Jean-Baptiste Soulignac. Les cinq députés sont décrétés d'arrestation. Le 17 brumaire an II (le 7 novembre 1793), en même temps que son collègue François-Toussaint Villers (député de la Loire-Inférieure), il renonce solennellement à ses fonctions ecclésiastiques. 
Après la chute de Robespierre, Gay-Vernon siège parmi les « derniers Montagnards ». Lors de l'insurrection du 12 germinal an III (1er avril 1795), alors que les anciens membres du Comité de Salut public (Bertrand Barère, Jacques-Nicolas Billaud-Varenne et Jean-Marie Collot-d'Herbois) sont décrétés de déportation sur l'île d'Oléron, il fait partie des députés qui signent la demande d'appel nominal. 

### Du Directoire à la Restauration
Sous le Directoire, en brumaire an IV (octobre 1795), Gay-Vernon est réélu député de la Haute-Vienne au Conseil des Cinq-Cents. Il en sort au renouvellement de l'an VI (mai 1798).
Il fut, un peu plus tard, régisseur de l'octroi de Poitiers, puis commissaire général près l'administration de la Somme. Réprouvant le coup d'État du 18 Brumaire, il donna sa démission et fonda une maison d'éducation à Paris, rue de Sèvres. Exilé en 1816, il rentra en France en 1819.